# 孝泉镇
孝泉镇，是中华人民共和国四川省德阳市旌阳区下辖的一个乡镇级行政单位。

## 行政区划
孝泉镇下辖以下地区：
正阳街社区、桂花街社区、阳安路社区、八一社区、农鲤村、江河村、涌泉村、月形村、五会村、金鸡村、高桥村、黎郎村、民安村、昌圆村和红豆村。

## 历史
东汉年间汛乡住着姜诗一家,姜诗为人至孝,汉明帝时被举为孝廉,辟江阳(今泸州)县官,因母亲听说家乡的临江之水可治眼病,遂辞官背母千里回乡,其妻庞三春每天从七八里外临江挑水为婆婆洗眼;婆婆喜欢吃鱼,夫妇俩日日烹鱼让婆婆与邻居婆婆共享。后来婆婆听信谗言百般刁难媳妇,还逼迫姜诗休妻,庞氏尽管饱受委曲,寄身白衣庵,每天拾柴为生,还买鱼托邻居送给婆婆。庞氏子安安也懂孝道,每天从上学口粮中抓出一把米,积捧成袋送与母亲,还代母挑水为奶奶洗眼,不慎溺水身亡。姜诗一家的孝行感动了神灵,舍侧突然冒出一泉,味如江水,每天跃出鲤鱼一对供庞氏孝敬婆婆。这就是中国历史上二十四孝之一“涌泉跃鲤”的来历,也是中国历史上特有的一门三孝的经典名剧“安安送米”的故事原型。
姜诗一家的故事,在《后汉书列女传》、《东观汉记》、《华阳国志》和《水经注》中都有记载,由于姜诗家乡在此,乡因人而彰显，北宋徽宗政和年间,此地取名姜诗镇,到北宋英宗治平年间,为了避讳大孝子之名,本其事迹又改名孝泉镇,后来在元时被郭居敬将“姜诗孝亲,涌泉跃鲤”收入《二十四孝》一书。“孝泉”一名也因有孝子故事的经典性而沿用至今。                                    
清朝末年，孝泉属德阳县新村二甲。民国元年，孝泉属德阳县南二区管辖。民国二十四年（公元1935年）孝泉联保下辖三十个保。因管辖区范围大，划孝泉为孝泉、跃鲤两个乡。孝泉乡辖十九个保，跃鲤乡辖十一个保，至此，又有“跃鲤”之称。
历史上，孝泉曾被汉明帝、明成祖、清果亲王、乾隆等帝王所赞许，又为韩愈、苏轼、李调元、谢无量等文人墨客所歌颂。解放后，团中央书记王伟、国务委员彭佩云、全国政协副主席周铁笼、副省长韩邦彦等先后莅临视察；著名诗人白航、香港教学学院院长汤恩加、省社科院原副院长万本根先生等慕名前往采风。前苏联、越南和联合国有关机构曾派员实地考察。